# بولیلدوس (دهانه)
بولیلدوس یک دهانه برخوردی در ماه است.

## دهانه‌های اقماری
این دهانه ۱۰ دهانه اقماری دارد.
| Bullialdus | عرض جغرافیایی | طول جغرافیایی | قطر          |
| ---------- | ------------- | ------------- | ------------ |
| A          | ۲۲٫۱° S       | ۲۱٫۵° W       | ۲۶٫۰ کیلومتر |
| B          | ۲۳٫۴° S       | ۲۱٫۹° W       | ۲۱٫۰ کیلومتر |
| E          | ۲۱٫۷° S       | ۲۳٫۹° W       | ۴٫۰ کیلومتر  |
| G          | ۲۳٫۲° S       | ۲۳٫۶° W       | ۴٫۰ کیلومتر  |
| F          | ۲۲٫۵° S       | ۲۴٫۸° W       | ۶٫۰ کیلومتر  |
| H          | ۲۲٫۷° S       | ۱۹٫۳° W       | ۵٫۰ کیلومتر  |
| K          | ۲۱٫۸° S       | ۲۵٫۶° W       | ۱۲٫۰ کیلومتر |
| L          | ۲۰٫۲° S       | ۲۴٫۴° W       | ۴٫۰ کیلومتر  |
| R          | ۲۰٫۱° S       | ۱۹٫۸° W       | ۱۷٫۰ کیلومتر |
| Y          | ۱۸٫۵° S       | ۱۹٫۱° W       | ۴٫۰ کیلومتر  |